# Henry Percy, 7.º duque de Northumberland
Henry George Percy, 7.º duque de Northumberland (29 de mayo de 1846 – 14 de mayo de 1918), estilizado como Lord Warkworth entre 1865 y 1867 y como Earl Percy entre 1867 y 1899, fue un político conservador británico. Sirvió como tesorero bajo el gobierno de Benjamin Disraeli entre 1874 y 1875 y fue diputado de la Unión Nacional de Asociaciones Conservadoras y Constitucionales entre 1879 y 1883.

## Familia
Northumberland se casó con Lady Edith Campbell, hija de George Campbell, 8.º duque de Argyll, el 23 de diciembre de 1868. Tuvieron 13 hijos:
- Lady Louisa Elizabeth Percy (7 de noviembre de 1869 – 29 de noviembre de 1893). Sin descendencia.
- Lady Edith Eleanor Percy (7 de noviembre de 1869 – 2 de abril de 1937). Sin descendencia.
- Henry Algernon George Percy, Conde Percy (21 de enero de 1871 – 30 de diciembre de 1909). Sin descendencia.
- Lady Margaret Percy (30 de agosto de 1873 – 29 de enero de 1934). Sin descendencia.
- Lady Victoria Alexandra Percy (12 de febrero de 1875 – 18 de enero se 1958). Se casó con Sir Robert Tidmarsh.
- Hon. Josceline Percy (26 de agosto de 1876 – 31 de enero de 1898). Sin descendencia.
- Hon. Ralph William Percy (9 de marzo de 1877 – 28 de marzo de 1889). Murió en la infancia.
- Lady Mary Percy (30 de agosto de 1878 – 18 de marzo de 1965). Se casó con Aymer Edward Maxwell, y fue madre del autor y naturalista Gavin Maxwell.[1]
- Alan Ian Percy, 8.º duque de Northumberland (17 de abril de 1880 – 23 de agosto de 1930).
- Lord William Richard Percy (17 de mayo de 1882 – 8 de febrero de 1963), se casó con Mary Swinton, hija del Capitán George Sitwell Campbell Swinton.
- Lord James Percy (6 de enero de 1885 – 20 de mayo de 1903). Sin descendencia.
- Eustace Sutherland Campbell Percy, 1.º Barón Percy de Newcastle (21 de marzo de 1887 – 3 de abril de 1958).
- Lady Muriel Evelyn Nora Percy (14 de julio de 1890 – 23 de noviembre de 1956). Sin descencia.